# Orthogynium gomphioides
Orthogynium gomphioides är en tvåhjärtbladig växtart som beskrevs av Henri Ernest Baillon. Orthogynium gomphioides ingår i släktet Orthogynium och familjen Menispermaceae. Inga underarter finns listade i Catalogue of Life.